# Ben Sandford
Pour les articles homonymes, voir Sandford.
Ben Sandford, né le 12 mars 1979 à Rotorua, est un skeletoneur néo-zélandais. Son oncle Bruce Sandford, a été champion du monde de skeleton en 1992.

## Carrière
Au cours de sa carrière, il a pris part aux Jeux olympiques de 2006, Jeux olympiques de 2010 et Jeux olympiques de 2014, auxquels il se classe respectivement dixième, onzième et vingtième. Malgré une saison 2010-2011 en demi-teinte (17e du classement général), il monte sur le podium de la manche de Saint-Moritz. Il réédite cette performance ici même l'année suivante. Aux Championnats du monde 2012 à Lake Placid, il décroche une médaille de bronze derrière Martins Dukurs et Frank Rommel, un résultat qu'il juge « fantastique ».

## Palmarès

### Jeux olympiques d'hiver
- Meilleur résultat : 10e en Jeux olympiques de 2006.

### Championnats du monde de skeleton
- Individuel :
  -  Médaille de bronze : en 2012.

### Coupe du monde de skeleton
- Meilleur classement général : 10e en 2008.
- 2 podiums individuels : 1 deuxième place et 1 troisième place.